# 1983年国民代表法
1983年国民代表法（1983ねんこくみんだいひょうほう、英語: Representation of the People Act 1983）は、イギリスの法律。イギリスの選挙について定める法律であり、1953年選挙登録簿法（Electoral Registers Act 1953）、1969年国民代表法などそれまでの選挙法を統合した。
イギリスの議会は2003年11月に発表した報告で1983年国民代表法をイギリスの憲法を構成する成文法のうち「特に基本的なもの」の1つとしている。

## 内容

### 選挙の手続き
選挙の手続きは附則1で選挙令状の発行から投票時間にいたるまで具体的に定められている。

### 選挙費用
第72から90条は選挙費用について定めており、選挙期間における立候補者の宣伝に使われる費用は必ず第67から71条で定められている選挙代理人による認可を得なければならない（第75条）。第76条は選挙費用の上限を定めており、庶民院の補欠選挙では10万ポンド、庶民院総選挙では7,150ポンドと選挙登録簿における有権者1人ごとに5ペンス（バラ選挙区）/7ペンス（カウンティ選挙区）を足した金額となっており、地方選挙では600ポンドと選挙登録簿における有権者1人ごとに5ペンスを足した金額となっている。
第91条では立候補者が選挙区の全有権者に選挙印刷物を1回限りの無料で郵送する権利を定めている。
第95から96条では立候補者が選挙集会のために学校の一室か適当な会議室を無料で賃借できることを定めている。

### 違法行為
選挙活動において、偽の投票通知カード（Poll card）を送ることは第94条で禁止されている。
選挙管理を行う人物が選挙活動を行うことは第99条により禁止され、警察が自身の担当する警察地域と重なる選挙区で選挙活動を行うことは第100条により禁止された。
選挙の立候補者の人格と活動（「候補者が立候補をとりやめた」といった虚偽陳述を含む）に関する虚偽陳述は違法とされた（第106条）。これは1895年にはすでに禁止されており、第106条はその規定を引き継いだ形となった。
立候補者に立候補をとりやめさせることを目的に贈賄することは第107条で禁止された。
第109条は普段から広告スペースとして使われていない建物を選挙広告に利用するために金銭を支払うことを禁じた。
第110条は選挙広告において必ず表示しなければならない情報を規定しており、具体的には印刷業者と広告を出している人物（この人物が他人を代表している場合、代表されている人物の情報も必要とする）の名前と住所を表示する義務を課した。

#### 廃止された条項
第101から105条はタクシーやバスを雇って投票者を投票所に送ることを禁止し、第108条はパブを選挙事務所として使用することを禁止したが、いずれも2000年政党、選挙及び国民投票法により廃止された。

## 1983年国民代表法の違反事例
2006年イギリス地方統一選挙において、労働党のミランダ・グレル候補は選挙活動で自由民主党のバリー・スミス（Barry Smith）候補をペドフィリアであると攻撃したが、これが第106条における虚偽陳述にあたるため、グレルは2007年9月に有罪判決を受けた。
2007年イギリス地方統一選挙において、リヴァプール市議会議員で自由民主党所属のスティーブ・ハースト（Steve Hurst）は統一社会主義党を代表して、労働党の議員ポーリーン・ウォルトン（Pauline Walton）とその夫キース・ウォルトン（Keith Walton）を攻撃するビラを配ったが、ビラに印刷業者と出版業者の名前と住所が書かれていなかったため、1983年国民代表法第110条違反で2008年12月に有罪判決を受け、500ポンドの罰金刑を処された。
2010年イギリス総選挙において、労働党の庶民院議員フィリップ・ウーラスが選挙活動において自由民主党の対立候補に関する虚偽陳述をした結果、2010年11月に有罪判決を受けて失職、補欠選挙が行われることとなった。ウーラスは司法審査を申し立てたが、判決は覆らなかった。